# 카타르 내셔널 뱅크 타워
카타르 내셔널 뱅크 타워는 카타르 도하에 보류중인 마천루이다.